# 329069 Russellporter
329069 Russellporter è un asteroide della fascia principale. Scoperto nel 2006, presenta un'orbita caratterizzata da un semiasse maggiore pari a 2,5753713 au e da un'eccentricità di 0,0964199, inclinata di 4,29733° rispetto all'eclittica.
L'asteroide è dedicato all'esploratore statunitense Russell W. Porter.